# چکمه باله

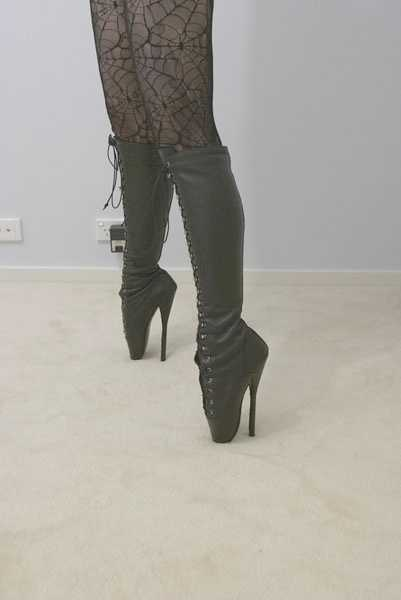
چکمه‌های باله بالای زانو، چکمه‌هایی که به صراحت برای جذابیت جنسی ساخته شده‌اند.

چکمه باله (به انگلیسی: Ballet boot) طراحی جدید برای کفش‌های فتیش است که ظاهر کفش پوینت را با یک کفش پاشنه‌بلند ادغام می‌کند. ایده این است که با استفاده از پاشنه‌های بلند و باریک، پاهای کاربر را تقریباً به صورت نقطه‌ای، مانند پای بالرین‌ها بر روی نقطه نوک انگشتان محدود کنید. (کفش دوری). در حالت ایستاده، پاها تقریباً به صورت عمودی توسط کفش نگه داشته می‌شوند، بنابراین تقریباً تمام وزن بدن روی نوک انگشتان پا قرار می‌گیرد. با این حال، یک تنه مناسب (با بند محکم) باعث می‌شود پاشنه شخص به کفش کفش چسبیده و در نتیجه وزن کاملاً بر روی انگشتان نباشد.

## ساخت و ساز
ارتفاع پاشنه معمولاً ۷ اینچ (۱۸ سانتی‌متر) یا بیشتر است - تا جایی که ممکن است بلند، به طوری که پای پوشنده (مچ پا و انگشتان پا) در کفش کاملاً نوک تیز/کشیده باشد. ایستادن بسیار سخت بوده و گاهی نیازمند گرفتن دست به سکو می‌باشد. ساق چکمه‌ها تا هر ارتفاعی ممکن است بلند بوده و پا را بپوشانند. نسخه‌های تا بالای زانو و بالای ران نیز ممکن است دارای زیپ (زیپ) باشند تا به راحتی آن‌ها را ببندید و باز کنید. نسخه‌های بلند تا ران ممکن است به گونه ای طراحی شوند که از خم شدن پا در زانو جلوگیری کنند و تحرک را بیشتر محدود کنند. همچنین طرح‌های «کفش باله» از جمله صندل، پاشنه پهن و مری جین وجود دارد که بسیاری از آنها سگک دارند.
برخی از سبک‌ها به تکیه‌گاه‌هایی شبیه به محافظ پنجه و ساق کفش‌های پوینت مجهز شده‌اند، هرچند، برخلاف کفش‌های پوینت، طراحی و ساختار آن باعث محدودیت تحرک می‌گردد.

## تاریخ
بالرین‌ها اولین بار در دوران رمانتیک با اولین اجرای ضبط شده در سال ۱۸۳۲ توسط ماری تاگلیونی در لا سیلفید رقصیدند . دمپایی‌های ساتن نرمی که مورد استفاده قرار می‌گرفتند، ده‌ها سال طول کشید تا به کفش‌هایی با نوک سفت تبدیل شوند که در قرن بیستم و بیست و یکم از آنها استفاده می‌شود، این کفش‌های جدید طیف اجرای وسیع‌تری از تکنیک‌های خلاقانه را امکان‌پذیر می‌کند. به غیر از کفش باله پوینت، چکمه‌های فتیش وین (تقریباً در سال ۱۹۰۰) یکی دیگر از اجداد رایج چکمه‌ها و کفش‌های باله است که دارای پاشنه ۱۱ اینچی (۲۸ سانتی‌متری) بود. پاشنه کفش بلندتر از کف کفش بود، بنابراین ایستادن و راه رفتن غیرممکن بود. با محبوبیت بیشتر از دهه ۱۹۸۰، چکمه‌ها و کفش‌های باله اکنون در سراسر جهان در دسترس هستند.

## استفاده

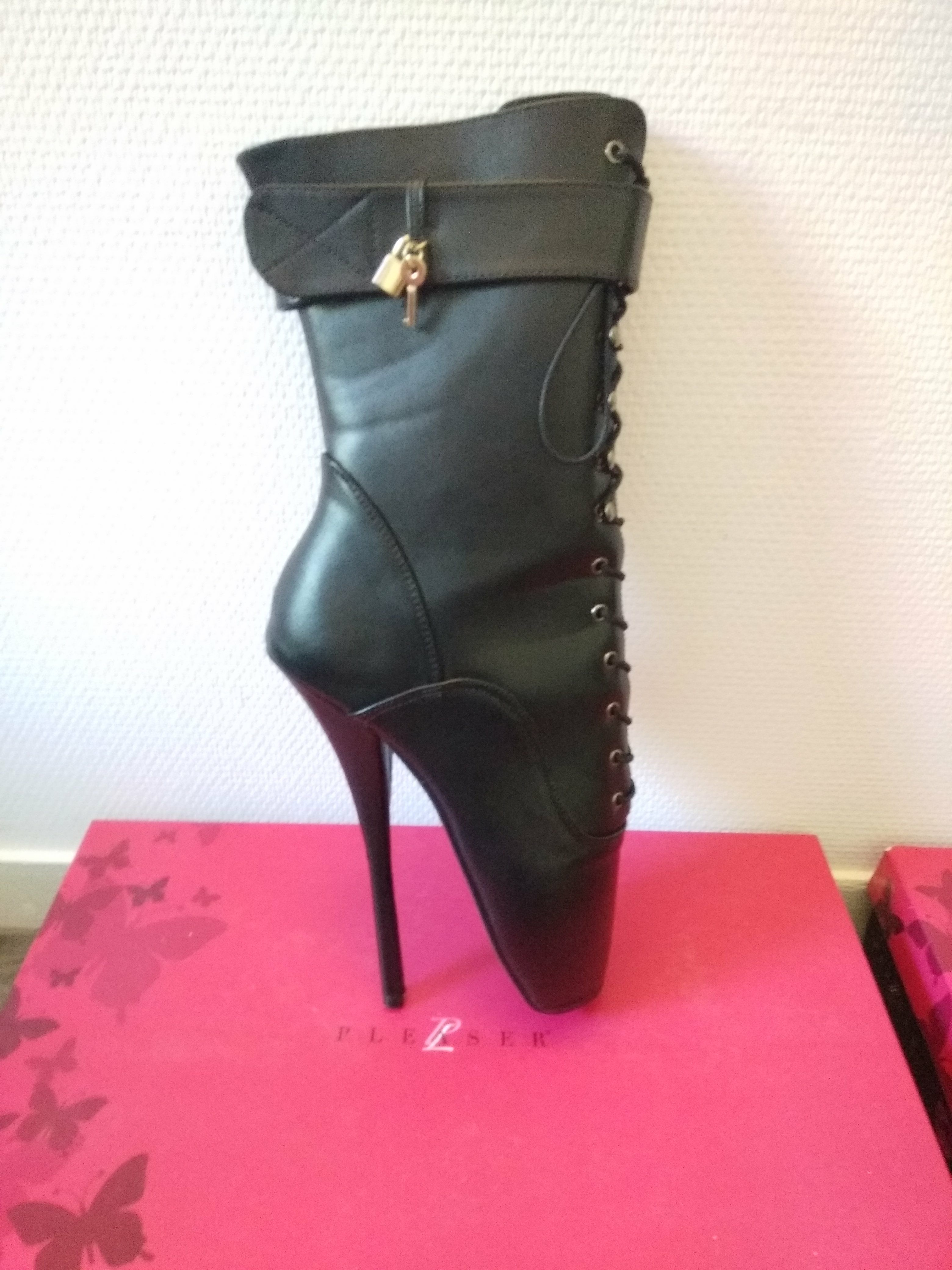
چکمه باله چرمی با قفل جهت قفل توسط ارباب

چکمه‌های باله، برخلاف کفش، اغلب برای پیاده‌روی توسط کسانی که تمرین می‌کنند استفاده می‌شود. علیرغم این تصور که چکمه‌های باله فقط برای مقاصد جنسی استفاده می‌شود، آنها در فرهنگ پاپ و صنعت مد استفاده شده‌اند. کفش‌های پاشنه باله که برای پیاده‌روی استفاده می‌شوند کیفیت بسیار بالاتری نسبت به کفش‌هایی دارند که عمدتاً برای پوشیدن لباس‌های فتیش استفاده می‌شوند. چکمه‌های باله با کیفیت پایین برای ایستادن یا راه رفتن طولانی در نظر گرفته نشده‌اند، اغلب نمی‌توان از آنها برای ایستادن استفاده کرد و برای رقصیدن نیز کاربردی نیستند. در عوض، آنها به عنوان یک شیء فتیش برای تحریک و ارضای جنسی کاربرد دارند و جذابیت شهوانی را با عناصر اسارت و تسلیم افزایش می‌دهند؛ بنابراین گاهی از آنها در بازی‌های بی‌دی‌اس‌اماستفاده می‌شود. با این حال، چکمه‌ها به تنهایی می‌توانند باعث ناراحتی شوند: مدت کوتاهی پس از پوشیدن، ساق‌ها معمولاً به دلیل فشار بیش از حد شروع به گرفتگی و سوزش می‌کنند، به‌خصوص اگر کسی که آن را می‌پوشد به آن عادت نداشته باشد. مبتدیان اغلب راه رفتن یا ایستادن لحظه‌ای در آنها را دشوار و دردناک می‌دانند، که ممکن است برای مازوخیست‌ها نیز جذاب باشد. گاهی از وسایل و تکنیک‌های آموزش قوس برای افزایش پاشنه کفش‌های پاشنه بلند استفاده می‌شود.